# Jendouba Sport
Jendouba Sports (arabisch جندوبة الرياضية،) ist ein 1922 gegründeter Fußballverein aus der tunesischen Stadt Jendouba, der in der zweiten tunesischen Liga spielt.
Die in schwarz und rot auflaufende Mannschaft spielte 2005/06 in der Nationale A. Trotz einiger überraschender Ergebnisse (z. B. 2:0-Sieg gegen Espérance) konnte Jendouba Sports sich nicht in der Liga halten und stieg zum Ende der Saison ab. In der Saison 2007/08 spielte Jendouba Sports wieder in der Nationale A, allerdings nur bis zum erneuten Abstieg 2009.

## Erfolge
- Meister der zweiten Liga (3)
- 1999, 2005 und 2007
- Tunesischer Fußball-Pokal
  - Achtelfinale: 1933, 1962, 1966, 1968, 1975, 1998, 2005, 2009, 2010, 2011, 2013, 2014
  - Viertelfinale: 1964, 2003, 2007
  - Halbfinale: 1923, 1971